# Дробышев, Фёдор Васильевич
Фёдор Васи́льевич Дро́бышев (1894—1986) — русский военный топограф, советский геодезист, картограф, специалист в области фотограмметрии. Изобретатель и разработчик фотограмметрических приборов. Композитор камерной музыки.

## Биография

### Детство
Родился 24 июня (6 июля) 1894 года в станице Шелкозаводской (ныне Чеченская Республика) в семье священника. Учился во Владикавказском реальном училище, которое окончил в 1912 году. Отец — Василий Дробышев, священник. Жена — Капитолина Иосифовна Гайдаенко.

### Неоконченное военное училище и Первая мировая война
Не окончив в связи с началом Первой мировой войны Санкт-Петербургское военно-топографическое училище, в 1914 году был досрочно произведён в подпоручики. Перед отправкой на фронт в числе других молодых офицеров выслушал напутственное слово Николая II и пожал ему руку. Был прикомандирован к 65-му пехотному Московскому полку, в составе которого принимал участие во многих боевых действиях в Галиции, Латвии, Литве. Исполнял обязанности квартирьера, командира роты в звании подпоручика.
16 мая 1915 года был тяжело ранен у деревни Травляны в Литве, до сентября 1915 года находился на лечении в госпитале в Петрограде, с октября 1915 года до весны 1916 года — в лазарете Пятигорска. 19 июля 1915 года присвоено звание поручика. До конца жизни носил в теле около десятка мелких осколков. В 1980-х годах А. Н. Черний по рентгеновским стереоснимкам на созданном Дробышевым стереометре определил их положение.

### Военный топограф Императорской армии
В 1916—1918 годах Ф. В. Дробышев служил военным топографом в Южном топографическом отделе Корпуса военных топографов, расположенном в Одессе, и участвовал в топографических съёмках в Бессарабии и Херсонской губернии. Летом 1917 года занимался топографическими съёмками окрестностей города Остров Псковской губернии, простудился и лечился в лазарете.
В день Октябрьского переворота 25 октября 1917 года, не зная о свержении Временного правительства, приехал в Петроград и не мог понять, почему солдаты на вокзале не отдают честь офицерам. Не принимая никакого участия в петроградских событиях, вернулся в Одессу на место своей службы.

### Военный картограф Белой и Красной армий
После провозглашения в ноябре 1918 года Украинской народной республики выехал в Ростов-на-Дону, где на протяжении месяца находился на лечении. Из Ростова-на-Дону переехал во Владикавказ, затем в Екатеринодар, где в 1919 году был мобилизован в Белую армию. Служил военным картографом в топографической части, ушедшей после поражения Белой армии в 1920 году через Новороссийск за границу.
Оставшись в России, в 1920 году был мобилизован уже в РККА и направлен военной комендатурой военным картографом в топографическую часть Южного отдела Военно-топографического отдела Красной Армии в Ростов-на-Дону. В сентябре 1920 года демобилизовался.

### Начало преподавательской деятельности
Женившись в станице Усть-Лабинская на Капитолине Гайдаенко, уехал во Владикавказ, где в 1920—1922 годах преподавал во Владикавказском горском политехническом институте. Летом 1921 года ездил в Екатеринослав для повышения квалификации на Высшие маркшейдерские курсы.

### Топограф Высшего геодезического управления
В 1922—1926 годах занимал должность начальника топографической партии в Северо-Кавказском округе ВГУ ВСНХ СССР.
В 1925 году выступил в Москве на заседании ВГУ с докладом о своих исследованиях в области наземной фотограмметрической съёмки. Доклад был одобрен присутствовавшими на заседании профессорами Московского межевого института Н. М. Алексапольским и Н. М. Кисловым и способствовал переводу Дробышева в Москву.

### Москва
В 1926 году переехал в Москву и до 1930 года работал одновременно инженером-приёмщиком в оптико-механическом отделе Военно-топографического управления Красной Армии и лаборантом на кафедре фотограмметрии Московского межевого института. В 1928 году был командирован в Германию на Международную авиационную выставку для изучения аэрофотосъёмочного оборудования и кроме выставки посетил несколько известных оптико-механических заводов, выпускавших фотограмметрические и геодезические приборы.
В 1929—1930 годах вместе с М. Д. Коншиным принял участие в экспедициях в Черниговскую и Тульскую губернии для изучения возможности полевого применения новых методов фототриангулирования по аэроснимкам и испытания надир-триангулятора.

### Работа в МИИГАиК и ЦНИИГАиК
В 1930 году Дробышеву было присвоено учёное звание доцента по фотограмметрии и он был избран на должность доцента кафедры фотограмметрии МИИГАиК. Одновременно начал работать на должности научного сотрудника ЦНИИГАиК.
29 сентября 1937 года Дробышеву без защиты диссертации была присуждена учёная степень кандидата технических наук. Через 2 года, 29 июня 1939 года он защитил докторскую диссертацию (тема «Теория стереофотограмметрических приборов»). и был избран на должность профессора кафедры фотограмметрии МИИГАиК.
С ноября 1941 по апрель 1942 года находился в эвакуации в Ташкенте. В декабре 1942 года был избран на должность заведующего кафедрой фотограмметрии МИИГАиК, которой руководил до ухода на пенсию в 1971 году.
До 1957 года продолжал работать в ЦНИИГАиК в должности старшего научного сотрудника.
Автор неопубликованных мемуаров, хранящихся в музее МИИГАиК.
Умер 28 июля 1986 года. Похоронен в Москве в закрытом колумбарий Нового Донского кладбище.

## Научная и изобретательская деятельность

### Таблицы для топографической съёмки
В 1924 году опубликовал «Таблицы для топографической съёмки».

### Аэроплан-геликоптер
31 января 1925 года подал заявку на изобретение аэроплана-геликоптера и в 1932 году получил авторское свидетельство. Предложил моторы на крыльях аэроплана перед взлётом поворачивать вертикально и по мере подъёма самолёта возвращать их в горизонтальное положение для продолжения полёта в горизонтальной плоскости. Подобная конструкция в виде экспериментального образца значительно позже была создана в Канаде.

### Линейка Дробышева
В 1925 году создал знаменитую координатную линейку, известную как «линейка Дробышева», для нанесения на планшет координатной сетки размером 10х10 см. Первоначально линейка позволяла строить координатную сетку максимального размера 60х80 см, позже линейка была удлинена до 100 см и получила новое название «ЛБЛ».

### Нивелир-автомат, надир-триангулятор, полевой трансформатор
В 1928—1930 годах получил первые авторские свидетельства на изобретение нивелира-автомата, регистрирующего во время движения высотные отметки точек профиля земной поверхности по направлению движения; надира-триангулятора, облегчавшего построение сетей графической фототриангуляции; полевого фототрансформатора.

### Аэрорадионивелирование
В 1931 году предложил определять высоты точек местности с помощью самолётного альтиметра. После разработки высокоточных самолётных радиовысотомеров и статоскопов этот способ нашёл применение и получил название аэрорадионивелирование.

### Приборы и инструменты
Разработал ряд приборов универсального метода: стереоавтограф, применявшийся при инженерных изысканиях в Туркестане и на Кавказе, фотокартограф, стереограф и др. Также был разработчиком оптического редуктора, планового и перспективного проекторов со светящимися марками, девятикамерных фотоаппаратов АД-1 и АД-2. Изобрёл стереоскоп «Циклоп», использовавшийся на предприятиях Главного управления геодезии и картографии СССР в качестве полевого стереоскопа, параллактические синусные линейки.

### Дифференцированный метод стереотопографической съёмки
Один из авторов дифференцированного метода стереотопографической съемки, применявшегося для картографирования территории СССР. Изобрёл топографические и прецизионные стереометры, позволяющие с большой точностью проводить стереофотограмметрическую съемку рельефа по нетрансформированным аэроснимкам.

### Публикации
В 1925—1986 годах Ф. В. Дробышевым написана 181 научная работа, в том числе отдельными изданиями опубликованы учебники: «Фотограмметрия» (1945), «Фотограмметрические приборы и инструментоведение» (1951), «Основы аэрофотосъемки и фотограмметрии» (1955, 1963, 1973) и монографии: «Фотограмметрические приборы» (1936), «Теория стереофотограмметрических приборов» (1940), «Исследования в стереофотограмметрии» (1972).

## Преподавательская деятельность
Подготовил к защите диссертаций 24 аспиранта, среди них доктора наук А. Н. Лобанов, И. Т. Антипов, Л. Н. Васильев, Б. А. Новаковский; кандидаты наук В. В. Кислов, В. А. Полякова, В. Д. Дервиз, Ф. К. Свердлов, П. С. Александров, Р. И. Гельман, Б. В. Краснопевцев.
Читал курсы лекций для студентов аэрофотогеодезической и оптикомеханической специальностей.

## Композиторская деятельность
Был профессионально признанным композитором значительного количества произведений камерной музыки, состоял в СК СССР. Собственные произведения для скрипки исполнял в том числе и сам на вечерах аэрофотогеодезического факультета МИИГАиК и для коллег по кафедре фотограмметрии.

## Награды и премии
- орден Святой Анны IV степени
- орден Святого Станислава III степени
- Сталинская премия третьей степени (1946) — за создание новых точных приборов для обработки результатов аэрофотосъёмки
- Ленинская премия (1970) — за разработку и внедрение универсальных стереофотограмметрических приборов высокого класса точности для создания по аэрофотоснимкам топографических карт различных масштабов
- заслуженный деятель науки и техники РСФСР (1965).

## Семья
- Отец — Василий Дробышев, священник.
- Жена — Капитолина Иосифовна Гайдаенко.
- Дети — дочь — Галина Федоровна Дробышева, дочь — Евгения Дробышева.

## Образование
- Владикавказское реальное училище (окончил в 1912).
- Санкт-Петербургское военно-топографическое училище (1912—1914, не окончил, досрочно присвоено звание подпоручика).
- Высшие маркшейдерские курсы при Горном институте в Екатеринославе (1921).
- Кандидат технических наук (1937, учёная степень присвоена без защиты диссертации).
- Доктор технических наук (1939). Тема диссертации: «Теория стереофотограмметрических приборов».

## Научные труды

### Монографии
- Фотограмметрические приборы. — М.—Л., 1936.
- Теория стереометрических приборов. — М., 1940.
- Исследования в стереофотограмметрии. — М., 1972.

### Учебники
- Фотограмметрия. — М., 1945.
- Фотограмметрические приборы и инструментоведение. — М., 1951.
- Основы аэрофотосъемки и фотограмметрии. — М., 1955.
- Основы аэрофотосъемки и фотограмметрии. — М., 1963.
- Основы аэрофотосъемки и фотограмметрии. — М., 1973.

### Другое
- Таблицы для топографической съемки. — М., 1924.